# 大学病院

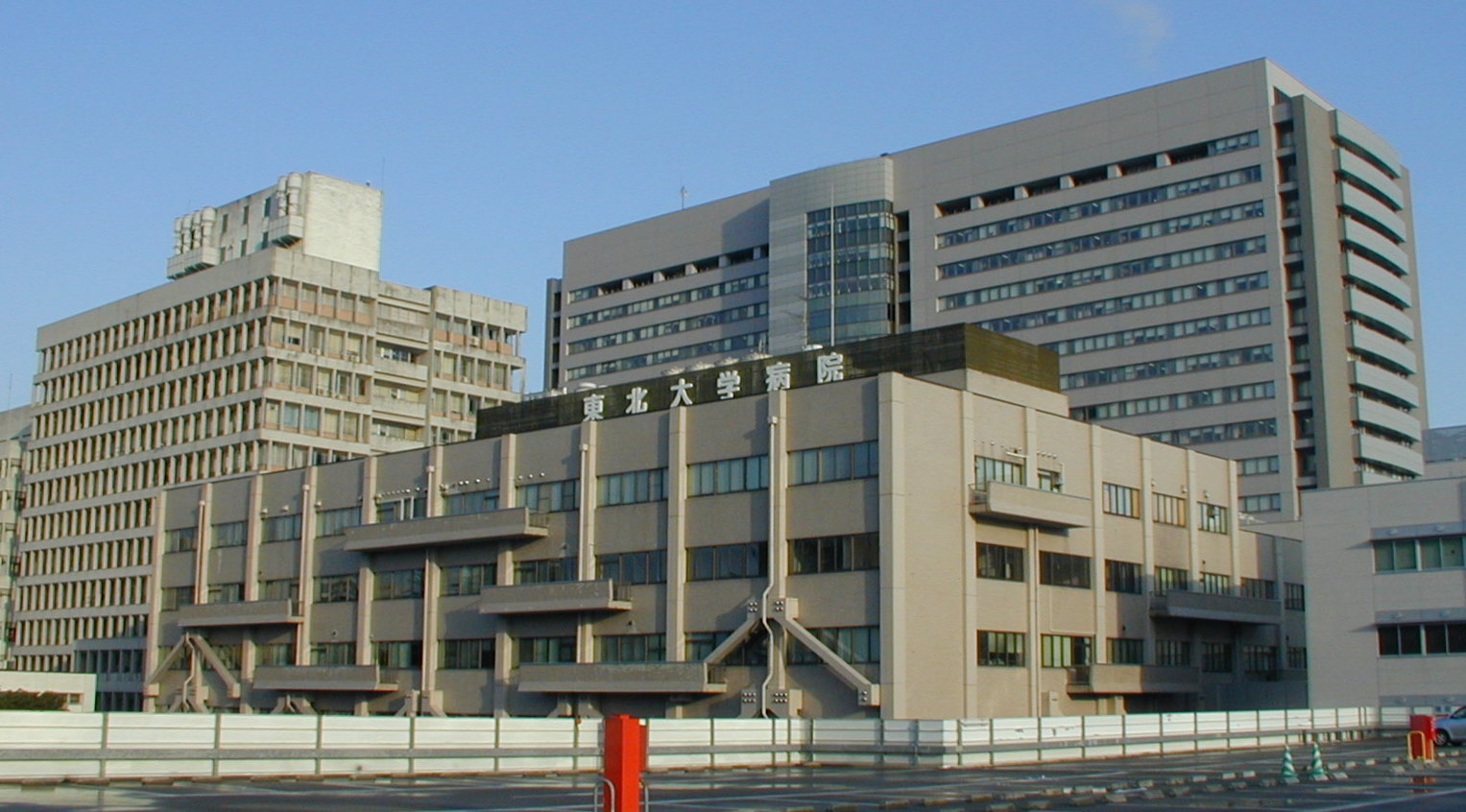
日本で最も歴史が長い大学病院である東北大学病院（2010年3月）

大学病院（だいがくびょういん、英語名称：University Hospital）とは、総合大学の医学部や歯学部、あるいは医科大学の附属施設である病院。日本の政令等では大学の附属病院とも表現される。

## 概要
大学病院は、基本的に医学と歯学における分野において、以下の「教育」「臨床」「研究」の3つの機能を持ち、組み合わせられて実践されている。
- 教育 - 基礎教育、臨床教育、研究教育
- 臨床 - 実際の医療、臨床教育、臨床研究
- 研究 - 基礎研究、臨床研究、臨床試験

上記の「臨床教育、臨床研究、臨床試験」の部分を担うために大学におかれる附属施設の1つが「大学病院」である。
日本においては、大学設置基準（昭和31年文部省令第28号）の第39条で「医学又は歯学に関する学部」を置く大学には、「医学又は歯学に関する学部」の教育研究に必要な施設として、附属施設である「附属病院」を置くものとするとされている。ただし、これら以外の学部が付属病院を設置することを禁止しているわけではないため、看護系・医療技術系・リハビリテーション系・薬系・福祉系の大学（学部の課程、大学院の課程）の学部を擁する大学の付属病院が設置される例も見られる。
大学病院自体は歯学系を除き総合病院となっており、かつ、高度先進医療の推進のため特定機能病院の認可を受けていることが多い。卒後研修のため、臨床研修指定病院の認可も得ており、併設された医学部、歯学部にとって、学生の実習先、卒業生の就職先ともなる。
なお、医局制度をとる大学の多くでは、各講座の教授がその診療部門の責任者となっている。医局制度から見ると、関連病院のいくつかが大学病院の一部の機能を分担していることがある。これは、国立大学の医学教育・歯学教育によく見られ、財政的なものが理由となっている。すなわち、国立大学は、文部科学省の管轄であり、大学病院は、国立大学法人が設置している。ときとして、大学病院の機能を拡充するために、ほかの省庁からの予算をもとに、医療法人・財団法人の病院や公立病院に併設する形で、研究施設をともなう病床が設置される例がある。このような病院は、厳密には「大学病院」でないため、外部からは分かりづらいという状況が発生している。

### 名称
大学病院の名称としては、「○○大学病院」「○○大学附属病院」「○○大学医学部附属病院」「○○大学歯学部附属病院」などの名称がある。なお、「附属」を「付属」と称している場合もある。
大学の組織上では、大学本部の直轄であれば「大学病院」（○○大学附属病院）、医学部や歯学部の学部附属機関であれば「学部附属病院」（○○大学医学部附属病院、○○大学歯学部附属病院）と呼ばれることが多い。

### 管轄
大学病院は、文部科学省の管轄である大学の設置者（学校法人）が設置する病院であるが、病院を含む医療行政全般は厚生労働省の管轄であるため、両者の影響を大きく受ける。
その他としては自治医科大学が自治省（現：総務省）、産業医科大学が労働省（現：厚生労働省）の関与によって設立された学校法人が設置する医科大学であるため、それらの大学病院はこれらの省の関与もある。一方、防衛医科大学校は大学（学校）ではなく、防衛省の文教研修施設（省庁大学校）であるため、防衛医科大学校病院は防衛省の管轄である。

## 歴史

### 日本
明治時代に、政府によって西洋医学が推し進められると、それまでの藩校・私塾における学問的な医学教育や、医師家庭における家内教育などで扱っていた東洋医学を学ぶだけでは医師の免許を受けられなくなった。
医学教育は、病院が附属している教育機関における専門職教育に変化した。また、医師・看護婦というような職種の分離がなされていった。
その後、第二次世界大戦前の複雑な学校体系により、医師養成では実践的な専門学校（大学という名称であった旧制専門学校を含む）の医学専門部と、研究にやや力点が置かれた大学（帝国大学および大学令に基づく大学）の医学部などが存在し、それらに病院が附置する形に変化した。
第二次世界大戦後、それまでの教育機関を改組して新制大学が成立すると、附属病院が医学部・歯学部に附置することが原則となり、「大学病院」「学部附属病院」という名称が定着した。他方、看護系は、養成施設（大学などの学校教育法第1条に規定するものを含む）に附属病院を設けることが必須でなかったため、21世紀においても「国立国際医療研究センター」に置かれる「国立看護大学校」などをはじめ病院に従属するものとして教育機関が設けられるところもあった一方、医師の養成・歯科医師の養成とともに大学組織の中で、大学病院が活用されたところもあった。
医療の高度化や社会からの要請によって、医療系のコ・メディカルや福祉系の職業分離・専門職化が進むと、それらの教育機関が病院などでの実習をするようになった。その際、他大学の大学病院で実習がなされることも多かったが、少子化により受験生獲得競争が激しくなったことなどの現代の事情より、各大学において教育課程の編成を行いやすくするために、主に私立大学の薬学部やリハビリテーション系学部を持つ大学や福祉系大学などを中心に、自大学に附属病院を設置する例が見られるようになった。
医学部・歯学部の双方を持つ国立大学においては、国立大学法人化に伴い、医学部・歯学部ごとに設けられていた附属病院を1つに統合するなどの組織変革をし、「○○大学病院」と称する例が見られる。
なお、公立病院への指定管理者制度導入により、法人化した大学も指定管理者となることが出来るようになった。従来、公立病院は診療科ごとに様々な医科大学の医局から医師派遣を受けていたため、各医局の都合で医師の派遣や引き揚げが行われて医師確保が不安定となっていたが、医科大学の大学法人に指定管理者となってもらって病院を丸ごと経営・管理してもらうことで医師確保が容易になった。一方、指定管理者となった医科大学側としては、単に医師派遣をしている系列病院とは違って経営にも携わることになり、管理する病院は大学病院と系列病院の中間的な位置づけとなっている。このような病院は一部の私立医科大学が先行していたが、2008年（平成20年）には高知大学医学部が国立大学法人として初めて公立医療機関の指定管理者となり、広がりを見せ始めている。また、金沢医科大学氷見市民病院を設置する氷見市のように、条例で公立医療機関に指定管理者名を入れる自治体もある。
2015年（平成27年）4月1日より一部改正した医療法を施行した。これは近年、大学病院の臨床・教育・研究の3つの機能のうち、臨床の比重の高まりに伴って研究の低下が顕著になっており、教育病院化してしまうことを危惧した国が、臨床研究等の国際的競争力を持った病院（大学病院に限定せず）を改正された同法第四条の三第一項に基づいて「臨床研究中核病院」として承認するものである。
| 名称                           | 所在地         | 承認年月日    |
| ------------------------------ | -------------- | ------------- |
| 東北大学病院                   | 宮城県仙台市   | 2015年8月7日  |
| 国立がん研究センター東病院     | 千葉県柏市     | 2015年9月29日 |
| 千葉大学医学部附属病院         | 千葉県千葉市   | 2017年3月23日 |
| 国立がん研究センター中央病院   | 東京都中央区   | 2015年8月7日  |
| 慶應義塾大学病院               | 東京都新宿区   | 2016年3月25日 |
| 東京大学医学部附属病院         | 東京都文京区   | 2016年3月25日 |
| 順天堂大学医学部附属順天堂医院 | 東京都文京区   | 2020年3月24日 |
| 名古屋大学医学部附属病院       | 愛知県名古屋市 | 2016年1月27日 |
| 京都大学医学部附属病院         | 京都府京都市   | 2017年3月23日 |
| 大阪大学医学部附属病院         | 大阪府吹田市   | 2015年8月7日  |
| 神戸大学医学部附属病院         | 兵庫県神戸市   | 2021年4月7日  |
| 岡山大学病院                   | 岡山県岡山市   | 2017年3月23日 |
| 九州大学病院                   | 福岡県福岡市   | 2016年1月27日 |
| 北海道大学病院                 | 北海道札幌市   | 2018年3月23日 |
| 長崎大学病院                   | 長崎県長崎市   | 2023年4月10日 |

2015年（平成27年）9月28日公布の改正医療法 によって創設された地域医療連携推進法人に参画することを目的に、大学から大学病院を分離して別法人化することが2017年（平成29年）4月2日より可能になる。